# 滋贺县

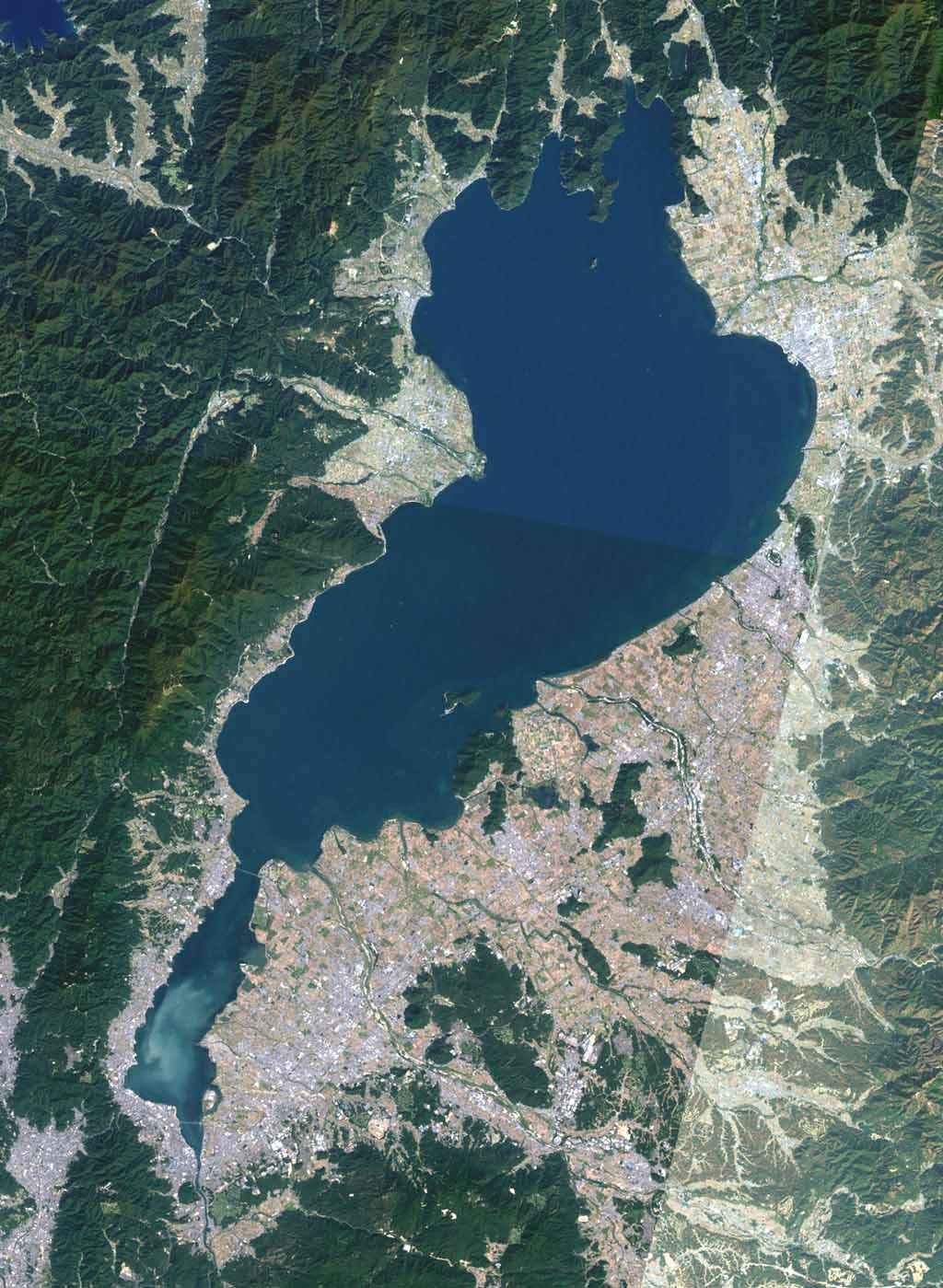
琵琶湖的衛星照片

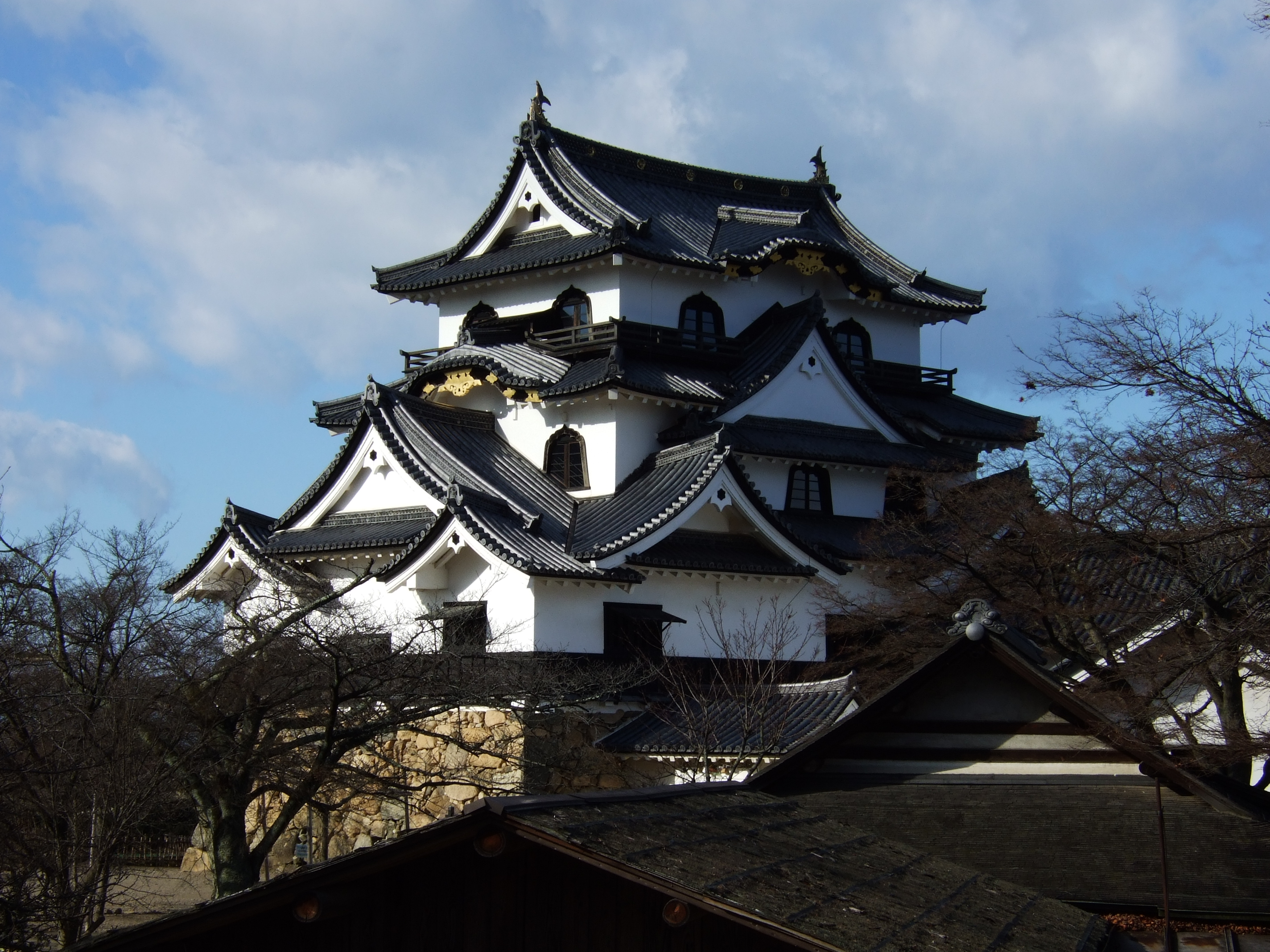
彦根城

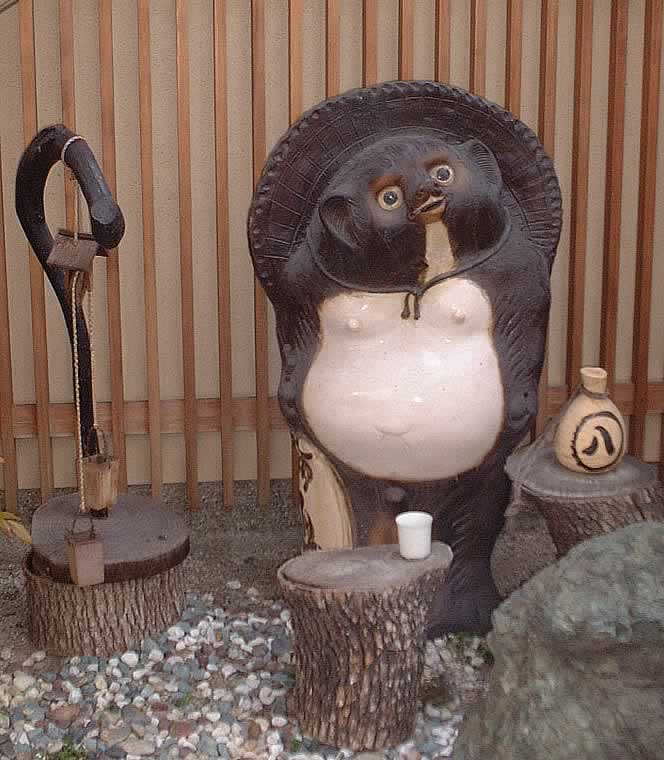
信樂燒

滋賀縣（日语：／ Shiga ken */?）是日本近畿地方的縣，為日本8個無海岸線的內陸縣份之一，首府位於大津市。滋賀縣是日本面積第10小的縣份，在內陸縣份中面積僅大於埼玉縣。日本面積最大的湖泊琵琶湖位居縣內中部，佔全縣約1/6的面積。滋賀縣古代屬於近江國，名稱沿用自滋賀郡。日本名城安土城和彥根城、世界文化遺產延曆寺皆位於縣內。

## 地理
- 接鄰的都道府縣：福井縣（北）、京都府（西）、三重縣（南）、岐阜縣（東）

滋賀縣被鈴鹿山脈、伊吹山、比叡山等山所包圍，在縣中部有琵琶湖。琵琶湖周邊為近江盆地。縣全域為内陸性氣候，但是湖北、湖西地區為日本海側氣候，冬天多雪。在1981年余吳町（現在的長濱市）中河内積雪量655厘米為最高記錄。琵琶湖周邊為琵琶湖國定公園的範圍，縣東部鈴鹿山脈為鈴鹿國定公園的範圍。琵琶湖國定公園是日本第一個國定公園。

## 歷史
滋賀縣自彌生時代便有許多渡來人在此定居並進行開發。根據日本書記的記載，日本第十二代景行天皇、第十三代成務天皇和第十四代仲哀天皇曾居住於現大津市內的高穴惠宮，並在宮内治理日本，顯示滋賀縣在古時候為日本政治上的重要地區。在國造統治日本各地的時代，滋賀縣屬於淡海國造和安國造的領地。當時境內也有息長氏、蒲生氏與三上氏等豪族存在。
古墳時代的5世紀中葉，繼體天皇出生於現今的高島市，並於507年武烈天皇去世後即位為第26代天皇。之後繼位的多位天皇於飛鳥時代設立近江大津宮，並於奈良時代設立紫香樂宮和保良宮。在奈良時代，由藤原仲麻呂編寫的藤原氏家傳記載：「近江國是天下皆知的地方，地廣人多且相當富有」。同時代建於近江國的延喜式神名帳總數共155座，在近畿地方僅次於擁有286座的大和國。滋賀縣也在壬申之亂與藤原仲麻呂之亂中作為戰場之一。
平安時代初期，出生於近江國的僧人最澄在比叡山創建延曆寺。該寺培養出許多著名僧侶，並對延續至今的日本佛教文化有著相當大的貢獻。平安時代中期，佐佐木氏在近江國崛起，在源平合戰時期向源賴朝效忠，戰後被授予近江國守護的職位，並統治近江國直至戰國時代。南北朝時代，以婆娑羅大名而聞名的佐佐木道譽統領京極氏，使京極氏的勢力逐漸擴大。
15世紀中期，本願寺的蓮如開始宣揚淨土真宗，使淨土真宗(一向宗)的勢力在大津地區擴大。戰國時代，於近江國北方崛起的淺井氏與統治近江國南部的六角氏對抗。淺井氏第三代家主淺井長政與織田信長結盟並驅逐六角氏，但後來加入信長包圍網的淺井長政於天正元年(1573年)的小谷城之戰中兵敗自殺。
織田信長將近江國納入自己的勢力範圍，並在近江盆地建立安土城作為自己的根據地。信長死後，該地區成為以畿內地區為據點的羽柴秀吉與以越前國為據點的柴田勝家的爭奪之地，並以秀吉在賤岳之戰中的獲勝而告終。由於豐臣秀吉最初的領地位於現今的長濱市，他任命了許多近江國的居民負責當地的行政職務，石田三成就是其中一人。 當時秀吉的姪子豐臣秀次也在近江國建造八幡山城及其城下町，並開通連接琵琶湖的八幡堀運河，促進當地的商業發展。同時代的近江國也出現許多日本戰國名將，如蒲生氏鄉、藤堂高虎、大谷吉繼等。著名的甲賀流忍者也於同時代活躍於近江國的甲賀郡。
- 1622年 彦根藩构築彦根城。
- 1871年 廢藩置縣，大津縣（滋賀縣）和長濱縣（犬上縣）成立。隔年，兩縣合併為滋賀縣。
- 1876年 - 1881年把敦賀縣南部（現在的福井縣南部）编入。
- 昭和時代 - 高速交通網開通，成為發達的工業縣。琵琶湖的環境汚染成社會問題。

## 行政區劃
- 大津市 - （縣廳所在地）
- 湖東地區（縣東部） - 彦根市、近江八幡市、東近江市、犬上郡、愛知郡、蒲生郡
- 湖西地區（縣北西部） - 高島市
- 湖南地區（縣南部） - 草津市、守山市、栗東市、野洲市、湖南市、甲賀市
- 湖北地區（縣北東部） - 長濱市、米原市

## 經濟
在滋賀縣，農業从昔日起繁盛，為近江米及江州米的產地。現今為西日本屈指可數工業縣，2015年的工業生產總額達到7兆3718億日元。另外自江户時代以來製藥業繁盛。

## 交通
滋賀縣是日本的大体上是中間部分，併且是連接東日本和西日本的交通的要冲。另外，把京都、大阪和滋賀縣主要都市連接起來的交通網正發達。琵琶湖線鐵道新快速的京都站至大津站的所要的時間是9分，京都站至彦根站的所要的時間是46分。
- 鐵路
  - 東海道新幹線米原站
  - 東海道本線（琵琶湖線）、北陸本線、草津線、湖西線
  - 京阪電氣鐵道大津線、近江鐵道、信樂高原鐵道
- 道路
  - 名神高速道路、新名神高速道路、北陸自動車道
  - 國道1號、國道8號等。

## 特產
| 海鮮         | 海鮮                                           |
| ------------ | ---------------------------------------------- |
| 湖魚         | 琵琶湖捕獲的鯽魚和香魚等。                     |
| 肉類、乳製品 |                                                |
| 近江牛       | 有名的和牛。                                   |
| 鄉土料理     |                                                |
| 湖魚料理     | 琵琶湖產的魚料理。                             |
| 鴨すき       | 鴨壽喜燒。長濱市。                             |
| 鮒壽司       | 鯽魚壽司。                                     |
| 赤こんにゃく | 染色的蒟蒻。近江八幡市。                       |
| 丁稚羊羹     | 近江的名物和菓子。                             |
| 工藝品       |                                                |
| 信樂燒       | 國家指定的傳統工藝品。甲賀市信樂地區。         |
| 近江上布     | 國家指定的傳統工藝品。湖東地區。               |
| 彦根佛壇     | 國家指定的傳統工藝品。彦根市。                 |
| びん細工手毬 | 在瓶中放入手毬的傳統工藝品。愛知郡愛知川地區。 |
| 參考資料：   |                                                |

## 姐妹省
- 中华人民共和国湖南省
- 美国密西根州
- 巴西南里奧格蘭德州

## 外部連結
- （日語） 滋賀縣官方網站 （页面存档备份，存于）
- （日語） 滋賀縣觀光情報 （页面存档备份，存于）
  - （中文） 繁體中文 （页面存档备份，存于）
  - （中文） 简体中文 （页面存档备份，存于）